# Фонтений (Верхняя Гаронна)
Фонтени́й (фр. Fontenilles, окс. Fontanilhas) — коммуна во Франции, находится в регионе Юг — Пиренеи. Департамент — Верхняя Гаронна. Входит в состав кантона Сен-Лис. Округ коммуны — Мюре.
Код INSEE коммуны — 31188.

## География
Коммуна расположена приблизительно в 600 км к югу от Парижа, в 22 км к западу от Тулузы.
По территории коммуны протекает река Осоннель.

## Климат
Климат умеренно-океанический. Зима мягкая и снежная, весна характеризуется сильными дождями и грозами, лето сухое и жаркое, осень солнечная. Преобладают сильные юго-восточные и северо-западные ветры.

## Население
Население коммуны на 2010 год составляло 4505 человек.
| 1962 | 1968 | 1975 | 1982 | 1990 | 1999 | 2010 |
| ---- | ---- | ---- | ---- | ---- | ---- | ---- |
| 426  | 528  | 1215 | 1791 | 2262 | 2920 | 4505 |

## Администрация
| Период | Период | Фамилия         | Партия                  | Примечания |
| ------ | ------ | --------------- | ----------------------- | ---------- |
| 1987   | 2008   | Кристиан Жюмель | Социалистическая партия |            |
| 2008   | 2014   | Мишель Фуэнтес  | Социалистическая партия |            |
| 2014   | 2020   | Фабьен Витрис   | Социалистическая партия |            |

## Экономика
В 2010 году среди 2968 человек трудоспособного возраста (15—64 лет) 2319 были экономически активными, 649 — неактивными (показатель активности — 78,1 %, в 1999 году было 74,9 %). Из 2319 активных жителей работали 2154 человека (1133 мужчины и 1021 женщина), безработных было 165 (91 мужчина и 74 женщины). Среди 649 неактивных 274 человека были учениками или студентами, 219 — пенсионерами, 156 были неактивными по другим причинам.

## Достопримечательности
- Церковь Св. Мартина (XVI век). Исторический памятник с 1979 года[4]